# Vladimir Kokovtsov

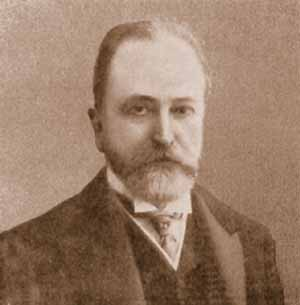
Graaf Vladimir Nikolajevitsj Kokovtsov

Vladimir Nikolajevitsj Kokovtsov (Russisch: Влади́мир Никола́евич Коковцо́в) (Novgorod, 6 april 1853 - Parijs, 29 januari 1943) was een Russische graaf en politicus.

## Levensloop
Vladimir Kokovtsov was de zoon van Nicolaas Vasiljevitsj Kokovtsov (1814-1873). Kokovtsov was een intelligent bureaucraat die zijn carrière begon op departement van Economische Zaken van de Keizerlijke Staatsraad. In 1896 werd hij onderminister van Financiën onder graaf Sergej Witte. In 1900 werd hij lid van de Regerende Senaat (tot 1903) en in 1902 volgde zijn benoeming tot staatssecretaris van Financiën. Als onderminister en staatssecretaris van Financiën voerde hij enkele hervormingen door.
Vladimir Kokovtsov volgde in 1904 Eduard Pleske op als minister van Financiën. In 1905 trad hij af toen Witte premier werd. Kokovtsov was toen inmiddels een van de voornaamste rivalen van Witte geworden. In 1906 keerde hij als minister van Financiën terug en werd een van de naaste medewerkers van premier Pjotr Stolypin en was voorstander van diens landbouwhervormingen .
Vladimir Kokovtsov, Stolypin en tsaar Nicolaas II van Rusland bezochten in september 1911 Kiev ter gelegenheid van het onthullen van een standbeeld ter ere van tsaar Alexander III. Tijdens een operavoorstelling in Kiev werd Stolypin op 14 september neergeschoten en overleed korte tijd later. Kokovtsov nam direct het premierschap over en dankzij zijn doortastend optreden werd een pogrom, om Stolypin's dood te wreken, in Kiev verhinderd. Tijdens zijn premierschap nam de invloed van de monnik Raspoetin aan het hof toe. De relatie tussen Kokovtsov en Raspoetin verslechterde zeer. Onder druk van Raspoetin en de tsarina verving Nicolaas II op 12 februari 1914 door Ivan Goremykin. Als dank voor zijn diensten verleende de tsaar Kokovtsov de titel graaf.
Na de Oktoberrevolutie vluchtte Kokovtsov via Finland naar Frankrijk. Hij overleed in 1943 op 89-jarige leeftijd te Parijs.

## Werk
- Out of My Past